# Ebolavirus
Ebolavirus (эбо̀лави́рус, вирус Эбо́ла или вирус Э́бола) — род вирусов из семейства филовирусов (Filoviridae), вызывающих геморрагическую лихорадку Эбола у высших приматов. Морфологические признаки эболавирусов схожи с вирусом Марбург, так же принадлежащим семейству филовирусов и вызывающим подобное заболевание. Кроме рода, вирусом Эбола могут называть конкретного представителя рода — чаще всего Zaire ebolavirus, который был выделен первым из рода в 1976 году в бассейне реки Эбо́ла в Заире, от чего и образовалось название. Эболавирусы, особенно вид Zaire ebolavirus, стали причиной нескольких широко освещённых серьёзных эпидемий.

## Название и таксономия
Таксономия вируса Эбола несколько раз менялась. Первым в 1976 году был выделен вид вируса (сейчас он называется Zaire ebolavirus), который изначально получил название Ebola virus по протекающей в Демократической республике Конго реке Эбола, где в 1976 году и произошла вспышка заболевания. Вскоре были обнаружены другие похожие вирусы, которые изначально обозначали как подвиды Ebola virus, и среди вирусологов такая практика встречается до сих пор; при этом, если не указан конкретный вид, обычно подразумевается Zaire ebolavirus; кроме написания Ebola virus (раздельно, с заглавной буквы) также встречается и слитное — ebolavirus (слитно, с маленькой буквы). В 1998 году эти виды были выделены в отдельный род, изначально названный Ebola-like viruses (Вирусы, похожие на Эбола), а в 2002 переименованный в Ebolavirus (слитное написание). По состоянию на май 2016 год, ICTV утверждена следующая номенклатура: род Ebolavirus, виды Bundibugyo ebolavirus, Reston ebolavirus, Sudan ebolavirus, Taï Forest ebolavirus и типовой вид Zaire ebolavirus.

Вопрос, куда ставить ударение в русском названии вируса — на второй слог («вирус Эбо́ла») или первый («вирус Э́бола») остаётся открытым: часть источников, включая медицинские терминологические словари фиксируют ударение на втором слоге, другие источники указывают ударение на первый слог. Также используется написание эболавирус, в частности его использует Роспотребнадзор РФ.

## Классификация
Род Ebolavirus делится на шесть видов. Человека поражают только 4 вида. Для Reston ebolavirus при заражении человека характерно бессимптомное протекание. В 2018 году на севере Сьерра-Леоне был открыт новый вирус, принадлежащий к данному роду — Bombali ebolavirus, сведения о его патогенности для человека пока отсутствуют.

### Zaire ebolavirus
Вид Zaire ebolavirus (эболавирус Заир, вирус Эбола, Ebola virus, EBOV) впервые был зафиксирован в Заире (потом Демократическая республика Конго), от чего и получил своё название. Заирский эболавирус считается типовым видом рода и вызвал наибольшее количество вспышек заболевания. Имеет самый высокий процент летальности, достигающий 90 %. Средний коэффициент смертности колеблется около 83 %. Во время вспышки 1976 года летальность составила 88 %, в 1994 году — 60 %, в 1995 году — 81 %, в 1996 году — 73 %, в 2001—2002 годах — 80 %, в 2003 году — 90 %.
Первая вспышка была зафиксирована 26 августа 1976 года в небольшом городке Ямбуку. Первым заболевшим стал 44-летний школьный учитель. Симптомы заболевания напоминали симптомы малярии. Считается, что первоначально распространению вируса способствовало многократное использование игл для инъекции без стерилизации.

### Sudan ebolavirus
Вид Sudan ebolavirus (эболавирус Судан, SUDV) был зафиксирован почти одновременно с заирским вирусом. Считается, что первая вспышка возникла среди работников фабрики небольшого городка Нзара в Судане. Переносчик данного вируса так и не был выявлен, несмотря на то, что сразу после вспышки учёные провели тестирование на наличие вируса у различных животных (в том числе насекомых), обитающих в окрестностях этого городка.
Последняя вспышка зафиксирована в ноябре 2012 — январе 2013 года в Уганде. В среднем показатели летальности составили 54 % в 1976 году, 68 % в 1979 году, и 53 % в 2000 и 2001 годах.

### Reston ebolavirus
Вид Reston ebolavirus (эболавирус Рестон, RESTV) классифицируется как один из видов вируса Эбола. В отличие от остальных, данный вид азиатского происхождения; его родиной и источником являются Филиппины. Вирус был обнаружен во время вспышки вируса геморрагической лихорадки обезьян (SHFV) в 1989 году. Установлено, что источником вируса были макаки-крабоеды, которые были увезены из Филиппин в одну из исследовательских лабораторий в Рестоне, Виргиния, США. После этого вспышки были зафиксированы на Филиппинах, в Италии и в США. Рестонский эболавирус не является патогенным для человека, однако представляет опасность для обезьян и свиней.

### Taï Forest ebolavirus
Taï Forest ebolavirus (эболавирус леса Тай, TAFV, ранее Cote d’Ivoire ebolavirus, CIEBOV) был впервые обнаружен у шимпанзе в лесу Таи в Кот-д’Ивуаре, в Африке. 1 ноября 1994 года обнаружены трупы двух шимпанзе. Вскрытие показало наличие крови в полостях некоторых органов. Исследования тканей шимпанзе дали те же результаты, что и исследования тканей людей, в течение 1976 года заболевших лихорадкой Эбола в Заире и Судане.
Позднее, в том же 1994 году, были найдены и другие трупы шимпанзе, у которых был обнаружен тот же подтип вируса Эбола. Одна из учёных, производивших вскрытие погибших обезьян, заболела лихорадкой Эбола. Симптомы заболевания появились спустя неделю после вскрытия трупа шимпанзе. Сразу после этого заболевшая была доставлена в Швейцарию на лечение, которое через шесть недель после заражения завершилось полным выздоровлением.

### Bundibugyo ebolavirus
24 ноября 2007 года Министерство здравоохранения Уганды объявило о вспышке лихорадки Эбола в Бундибугио. После выделения вируса и его анализа в США Всемирная организация здравоохранения подтвердила наличие нового вида вируса Эбола — Bundibugyo ebolavirus (эболавирус Бундибуго, BDBV). 20 февраля 2008 года министерство здравоохранения Уганды официально объявило об окончании эпидемии в Бундибугио. В общей сложности было зафиксировано 149 случаев заражения этим новым видом Эбола, 37 из них с летальным исходом. Последняя вспышка заболевания была в 2012 года в ДРК, летальность составила 36 %.

### Bombali ebolavirus
В 2018 году на севере Сьерра-Леоне в округе Бомбали был открыт новый вид вирусов рода Ebolavirus, который получил название Bombali ebolavirus. Вирус был обнаружен в оральных и ректальных смывах двух видов насекомоядных летучих мышей — ангольском складчатогубе Mops condylurus и малом складчатогубе Chaerephon pumilus. Позднее вирус Бомбали был обнаружен в тканях внутренних органов ангольских складчатогубов Mops condylurus в Кении и в Гвинее. Эти результаты позволяют предположить, что малый и ангольский складчатогубы являются резервуарными хозяевами вируса Бомбали. Оба этих вида летучих мышей широко распространены в Африке, следовательно, и Бомбали вирус, возможно, также имеет более широкое распространение.
Патогенность вируса Бомбали для человека остаётся неясной. В экспериментальных условиях вирус способен инфицировать клетки человека in vitro, однако нет ни одного подтверждённого случая обнаружения вируса у человека. Косвенным подтверждением гипотезы о непатогенной природе вируса Бомбали является обнаружение его в летучих мышах, которые живут колониями в пределах населённых пунктов — на чердаках амбаров, жилых домов и административных зданий.

## Строение вирусов
Вирионы вирусов-возбудителей лихорадки Эбола имеют продолговатую форму и достигают 1400 нм (1,4 мкм) в длину и около 80 нм в ширину (для сравнения: диаметр вириона ВИЧ или вируса гриппа - 100–120 нм, длина индивидуальной бактериальной клетки кишечной палочки – 1-3 мкм;  филовирусы в целом являются одними из самых крупных вирусов, вирионы которых, по своим размерам,  уступают только мимивирусам и мегавирусам).
Имеют мембранную оболочку, которая образуется из мембраны зараженной клетки. При отделении зрелой вирусной частицы захватывается также часть мембранных белков клетки-хозяина (например, компоненты главного комплекса гистосовместимости или поверхностные рецепторы), которые остаются в вирусной оболочке и могут влиять на инфекционные способности вируса. Качественный и количественный состав захватываемых вирусными частицами мембранных белков клеток человека непостоянен. Основной поверхностный белок (гликопротеин) вируса лихорадки Эбола кодируется вирусным геном gp и необходим для проникновения содержимого частицы в клетку. По своему строению и функциям он напоминает поверхностный белок GP, кодируемый вирусом иммунодефицита, и гемагглютинин вируса гриппа: также образует тримеры, каждый из мономеров которых имеет трансмембранную и поверхностную субъединицу. Поверхностный гликопротеин вирусов индуцирует разрушение эндотелиальных клеток и опосредует вхождение в хозяйскую клетку.  Непосредственно под мембраной вирусов расположен матрикс, имеющий, вероятнее всего, спиральную структуру и образованный  в основном белком VP40. Белки VP40 взаимодействуют как с мембраной вирусной частицы, так и между собой. За взаимодействие с мембраной ответственен небольшой С-концевой домен, а сравнительно крупный N-концевой домен участвует во взаимодействии белков друг с другом. Белки VP40 образуют димеры, которые впоследствии олигомеризуются с образованием кольцевых структур, в составе которых может быть разное количество димеров. VP40 — это также основной белок, отвечающий за отделение зрелой вирусной частицы от инфицированной клетки. В самом центре вириона находится нуклеокапсид. Это также спиральная структура, образованная в основном крупным белком NP, с которым взаимодействует вирусная РНК. Диаметр спирали составляет порядка 50 нм, при этом внутри различим канал диаметром около 20 нм. Нуклеокапсид вирусов напоминает по своей структуре хорошо изученный нуклеокапсид респираторного синцитиального вируса человека. В составе нуклеокапсида присутствует также белок VP24, роль которого не полностью ясна, хотя есть данные о том, что помимо структурного компонента, этот белок может быть антагонистом интерферона. Установлено, что мутации в гене белка VP24 связаны с адаптацией вирусов к различным хозяевам ( в т.ч. и к млекопитающим, не являющихся приматами).
У человека NP и VP40 вызывают сильный иммунный ответ (индуцирование формирования специфических иммуноглобулинов класса G).
Внутри вириона находятся также РНК-зависимая РНК полимераза (белок L) и минорные белки VP30 и VP35. Накопленные данные указывают на то, что все они располагаются ближе к одному из концов вирусной частицы. Они не несут структурной функции. Полимераза отвечает за синтез РНК вируса. Это самый крупный белок, кодируемый вирусным геномом (L от английского large — большой). Белки VP30 и VP35 являются транскрипционными факторами и антагонистами интерферонового ответа. VP35 также играет роль кофактора вирусной полимеразы.
В пространство внутри вириона в результате почкования попадают также различные клеточные белки, среди которых, в основном, представлены компоненты цитоскелета инфицированных клеток. Количество цитоплазмы, которое захватывается вирионами при созревании и отделении от клетки, может варьировать. Это сказывается как на том, какие клеточные белки встречаются в вирионах, так и на морфологии вирусной частицы, которая иногда принимает булавовидную форму.
Геном представлен одноцепочечной РНК, содержит 7 генов (кодирующих 7 структурных и один неструктурный белок) и имеет длину около 19000 нуклеотидов. Порядок генов на геноме: 3´-концевая лидерная область, ген нуклеопротеина (размер - 2167 нуклеотидов), вирусных белков VP35, VP40 (1069 нуклеотидов), гликопротеина (2174 нуклеотидов) , VP30, VP24 (853 нуклеотида), РНК-зависимой РНК-полимеразы (L белок), 5´-конец. Наиболее вариабельными (подверженными мутациям) являются участки генома, соответствующие генам белков VP35, VP24 и средняя часть гена основного поверхностного гликопротеина (гипервариабельная область размером 180 нуклеотидов) . Вероятно, мутации  в генах этих белков оказывают влияние на вирулентность штаммов в пределах одного вида вируса. Наиболее стабилен относительно возникновения мутаций ген нуклеопротеина, что делает этот белок  самой перспективной мишенью при создании антивирусных препаратов.
В целом, в отличие от больших РНК-содержащих вирусов, возбудитель лихорадки Эбола характеризуется высокой генетической стабильностью, которая может быть обусловлена четырьмя основными факторами: низкой погрешностью специфического действия РНК-полимеразы, достаточно медленной репликацией в природном резервуаре инфекции, ограниченном числе чувствительных природных хозяев и слабым иммунным давлением. Тем не менее темпы мутаций в геномах вирусов уже непосредственно в ходе зафиксированных эпидемических вспышек характеризуются как высокие. Учитывая тот факт, что вопрос о характере влияния мутаций в геномах Эболавирусов на их свойства (в частности, вирулентность) является слабоизученным, то это требует как можно более быстрой ликвидации возникающих эпидемических вспышек лихорадки Эбола.

## Геморрагическая лихорадка Эбола
Вирус Эбола вызывает опасное заболевание — Геморрагическую лихорадку Эбола.
Заражение происходит контактным путём через телесные жидкости.
Вирус передаётся человеку от заражённых животных при употреблении их в пищу (с плохой тепловой обработкой), во время разделки их мяса (при попадании капель в глаза, нос и другое слизистые), через фрукты, которые ели инфицированные животные. От человека к человеку — с кровью, другими жидкостями и тканями инфицированного человека, также может передаваться через контакт слизистых оболочек здорового с предметами одежды и постельного белья больного. Пока у инфицированного человека не появились симптомы, он не заразен. Воздушно-капельным путём передача вируса не происходит. Инкубационный период составляет от 2 до 21 дней.
Для лихорадки Эбола характерны внезапное повышение температуры тела, выраженная общая слабость, мышечные и головные боли, а также боли в горле. Зачастую это сопровождается рвотой, диареей, сыпью, нарушением функций почек и печени, а в некоторых случаях как внутренними, так и внешними кровотечениями. В лабораторных тестах выявляются низкие уровни белых кровяных клеток и тромбоцитов наряду с повышенным содержанием ферментов печени.
С момента их открытия в 1976 году, эболавирусы, особенно вид Zaire ebolavirus, стали причиной нескольких серьёзных эпидемий. По данным центра контроля заболеваний США, в одной из них к 20 октября 2015 года заболели 30939 человек, из которых умерли 12910 (42 %).
В 2016 году были проведены клинические испытания первой вакцины против вируса Эбола, разработанной в Канаде, доказавшие её высокую эффективность.

### Описание
- Ebola Virus Haemorrhagic Fever — Материалы международного съезда о вирусе Эбола и других геморрагических заболеваниях, Антверпен, Бельгия, 6—8 декабря 1977
- Вопросы и ответы о болезни, вызываемой вирусом Эбола — Center for Disease Control (CDC)
- Исследования, направленные на получение вакцины от вируса Эбола

### Эпидемиология
- Вспышка Эбола в Конго, 2007
- Вирус эбола убил более пяти тысяч горилл, BBC News, 2006
- Контроль вирусной инфекции в Африке, центр контроля заболеваний США 1998
- Симпозиум по филовирусам, 2008

### Жизненный цикл
- Biomarker Database — information on Ebola

### Вирулентность
- Антитела справились с лихорадкой Эбола
- U.S. Army Medical Research Institute of Infectious Diseases: Gene-Specific Ebola Therapies Protect Nonhuman Primates from Lethal Disease
- Lethal experimental infection of rhesus monkeys with Ebola-Zaire (Mayinga) virus by the oral and conjunctival route of exposure PubMed, February 1996, Jaax et al.
- Lethal experimental infections of rhesus monkeys by aerosolized Ebola and marburg virus PubMed, August 1995
- Marburg and Ebola viruses as aerosol threats PubMed, 2004, USAMRIID
- Other viral bioweapons: Ebola and Marburg hemorrhag fever PubMed, 2004
- Transmission of Ebola virus (Zaire strain) to uninfected control monkeys in a biocontainment laboratory PubMed, December 1993
- What is the probability of a dangerous strain of Ebola mutating and becoming airborne? Brett Russel, retrieved 2006-07-10.